# Prosopopeia
Prosopopeia (FO 1943: Prosopopéia) é um poema épico escrito por Bento Teixeira e publicado em 1601 que narra aventuras da família Albuquerque e é dedicado a Jorge d’Albuquerque Coelho, então governador da Capitania de Pernambuco. Apesar de poder ser considerado o marco inicial do barroco na literatura brasileira, seu valor artístico tem sido questionado por vários críticos modernos, mas a academia decidiu por elegê-lo como tal.

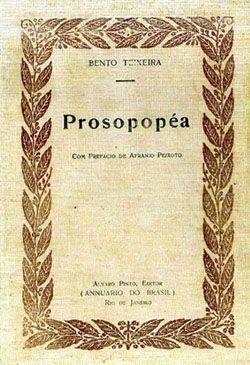
Prosopopéa, com prefácio de Afranio Peixoto, Annuario do Brasil, Rio de Janeiro

A obra é composta de 94 estrofes, escritas em estilo épico inspirado em Camões. No prólogo, dirigido ao governador, o autor menciona que a obra seria um esboço de um trabalho maior, que acabou por não ser escrito. Na história, Tritão e outras divindades marinhas se reunem no Porto de Recife, para ouvirem de Proteu a narrativa das glórias passadas e futuras da família Albuquerque. Vários fatos históricos são mencionados, como o Segundo Cerco de Diu e a Batalha de Alcácer-Quibir. Segundo Clóvis Monteiro, quase todas as estrofes "lembram Camões apenas pela servilidade do discípulo ao mestre...".